# San Michele Arcangelo sconfigge Satana
San Michele Arcangelo sconfigge Satana è un dipinto a olio su seta di ermesino (o  ormesino) (293x202 cm) realizzato da Guido Reni, databile al 1635 circa e conservato nella chiesa di Santa Maria della Concezione dei Cappuccini a Roma.

## Storia
Il committente dell'opera fu il cardinale di Sant'Onofrio Antonio Barberini seniore. Questi era fratello di papa Urbano VIII, al secolo Maffeo Vincenzo Barberini. Il cardinale Antonio, appartenente all'ordine dei cappuccini, finanziò la costruzione della chiesa e del convento dei cappuccini, che si protrasse dal 1626 al 1631. È una chiesa di piccole dimensioni, a navata unica su cui si aprono dieci cappelle, cinque per parte. Il dipinto di Guido Reni fu collocato nella prima cappella a destra, dove è sempre rimasto. È una delle opere più famose da Guido Reni. Già nel 1636 De Rossi ne aveva ricavato un'incisione. È stata citata ininterrottamente dalla letteratura a partire già dal 1638.
Tra il 1988 e il 1989 è stata esposta in tre mostre nazionali e internazionali, tenutesi alla Pinacoteca nazionale di Bologna dal 5 settembre al 13 novembre 1988, al Los Angeles County Museum of Art dall'11 dicembre 1988 al 5 febbraio 1989 e al Kimbell Art Museum dal 5 al 30 aprile 1989. Dato il delicato stato di conservazione, l'opera è stata giudicata inamovibile e da allora non è stata più data in prestito ad alcuna mostra.  

## Descrizione e stile
La figura dell'Arcangelo Michele, cui l'artista conferì una raffinata bellezza e un volto efebico, si colloca nello spazio pittorico con una disposizione diagonale che attraversa tutta la superficie del quadro. La sua leggera figura è ritratta nell'atto "terribile ma incruento" di debellare il male, simboleggiato da Satana. Il braccio destro è levato a brandire la spada, mentre il piede sinistro preme sul capo del Demonio vinto; l'altro braccio, teso a stringere la catena, ricorda l'asta di una bilancia invisibile, conferendo alla composizione un perfetto equilibrio tra gli arti superiori e inferiori. Carlo Cesare Malvasia sottolinea che l'artista "nell'Angelo Michele fe' vederci una sì strana, necessaria però differenza nel tanto soave impasto, e leggiadro motivo di quel Principe delle Milizie Celesti, che si sottomette, e conculca il Comun Nemico, al contrario di così fieri muscoli fastoso".

San Michele Arcangelo, dipinto di Raffaello Sanzio (Louvre, Parigi)

Dal punto di vista stilistico, il dipinto è un tributo al Bello ideale, come lo stesso Reni ha scritto in una lettera inviata a Monsignor Cassani, Maestro di Casa di Urbano VIII: "Vorrei haver havuto pennello Angelico, o forme di Paradiso, per formare l'Arcangelo, e vederlo in Cielo, ma io non ho potuto salir tant'alto, ed in vano l'ho cercato in terra. Sicché ho riguardato in quella forma, che nell'Idea mi sono stabilita".
Tali parole offrirono il destro a Giovanni Pietro Bellori, per consolidare il concetto di bello ideale: "Bellori ricorda infatti che Guido si vantava di dipingere la bellezza ideale, di cui il Bellori stesso era il più convinto propugnatore, influenzando la letteratura artistica francese del Settecento, di impronta belloriana e classicista." Anche Winckelmann, pur nella sua stretta osservanza neoclassica e nella conseguente preferenza per Raffaello (autore di un dipinto sullo stesso soggetto, ora al Louvre), parlerà di "sublimità dell'espressione".
Secondo Gian Carlo Cavalli, nel dipinto Reni "scioglie forme e colori in soavissime levitazioni di paradiso, immergendoli in una luce irreale." "Per la sua straordinaria qualità cromatica questo dipinto si distingue dagli altri quadri presenti nella stessa chiesa, grazie a una tonalità luminosa e chiara, accentuata dall'uso della seta come supporto pittorico." Malvasia ritiene che Guido abbia usato "ormesini" al posto delle tele ritenendoli più "durabili" e Bellori dedicò a questo aspetto "sperimentale" della produzione pittorica dell'artista una particolare menzione.
Malvasia riprende una tradizionale interpretazione secondo la quale il Demonio avrebbe le sembianza del cardinale Giovanni Battista Pamphilj (futuro papa Innocenzo X): le famiglie Barberini e Pamphilj erano acerrime rivali. Tuttavia Reni negò di avere avuto questa intenzione.